# La Caleta
La Caleta é uma pequena comunidade da República Dominicana pertencente à província de Santo Domingo. Sua população estimada em 2012 era de 46 698 habitantes.